# Armelle Guinebertière
Armelle Guinebertière, née le 27 juillet 1944 à Carquefou (Loire-Atlantique), est une femme politique française.

## Biographie
Armelle Guinebertière est la fille d'André Romefort, visiteur médical, et de Bernadette Lebec (fille du propriétaire du Pen Duick). Elle est mariée au médecin Patrick Guinebertière.
Suivant sa scolarité au lycée Gabriel-Guist'hau, au cours Saint-Ambroise et à l'institut Saint-Dominique, elle est diplômée de la Faculté des sciences de Nantes.

## Détail des fonctions et des mandats
Mandat parlementaire
- 19 juillet 1994 - 19 juillet 1999 : Députée européenne

Autres mandats
- 1983- : Conseillère municipale de Cerizay
- 1985-2004 : Conseillère générale pour le canton de Cerizay
  - -2004 : Vice-présidente du Conseil général des Deux-Sèvres
- 1986-1994 : Conseillère régionale de Poitou-Charentes
- Présidente du Syndicat des communes du pays du Bocage Bressuirais
- Présidente de la fédération RPR des Deux-Sèvres